# Nick Horup
Nick Horup (født 22. juli 1953) er en dansk journalist.
Horup er nysproglig student fra Marselisborg Gymnasium og læste en overgang statskundskab ved Aarhus Universitet, inden han blev uddannet journalist fra Danmarks Journalisthøjskole. 
Han har arbejdet på Politiken, men kom i 1988 til TV 2, hvor han bl.a. var på TV 2/Sporten og TV 2/Nyhederne. Mest kendt er han dog nok for Gak gak-programmerne; en dokumentarserie med Morten Jensen, Peter Palland og Anna Ahleson, sendt fra 1991 til 2013. Han modtog i 2008 Hadsten Højskole Prisen fordi han med programmerne "formåede at ændre på mange danskeres holdninger til det at være anderledes"..
Morten Jensen, der er gået bort i en alder af 41 år i maj 2018, debuterede på tv-skærmen som 14-årig i programmet ’Er jeg helt gak, mor?’. Her blev han et folkeeje sammen med sin makker og gode ven Peter Palland, der også er udviklingshæmmet.
Journalisten Nick Horup stod i spidsen for programmerne, og han blev en nær fortrolig til Morten Jensen.
Siden 2007 har Nick Horup været redaktionschef på TV 2/Østjylland.